# Steinbruch Lohner Klei

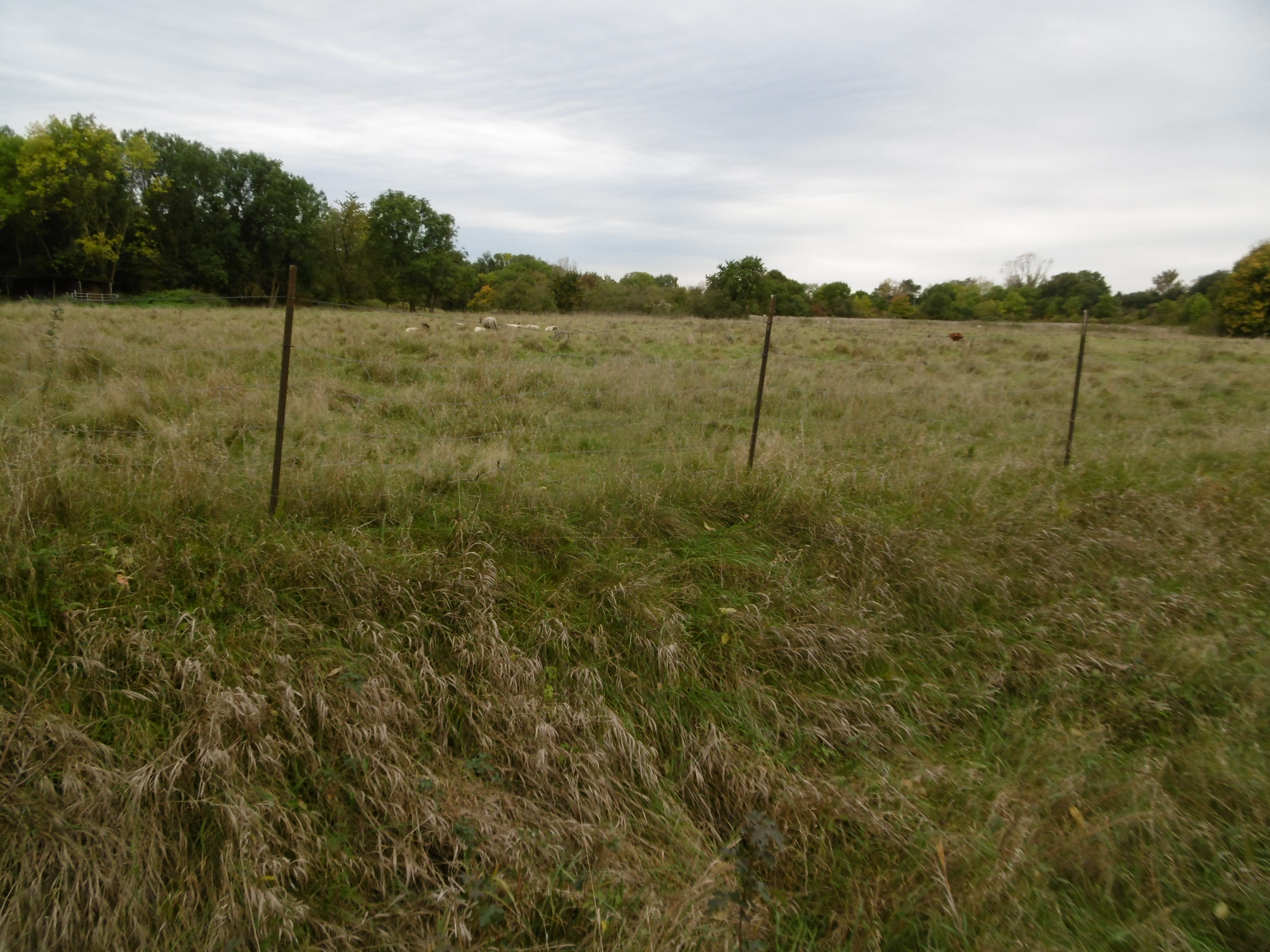
Schafweide am Ostrand vom Naturschutzgebiet Lohner Klei

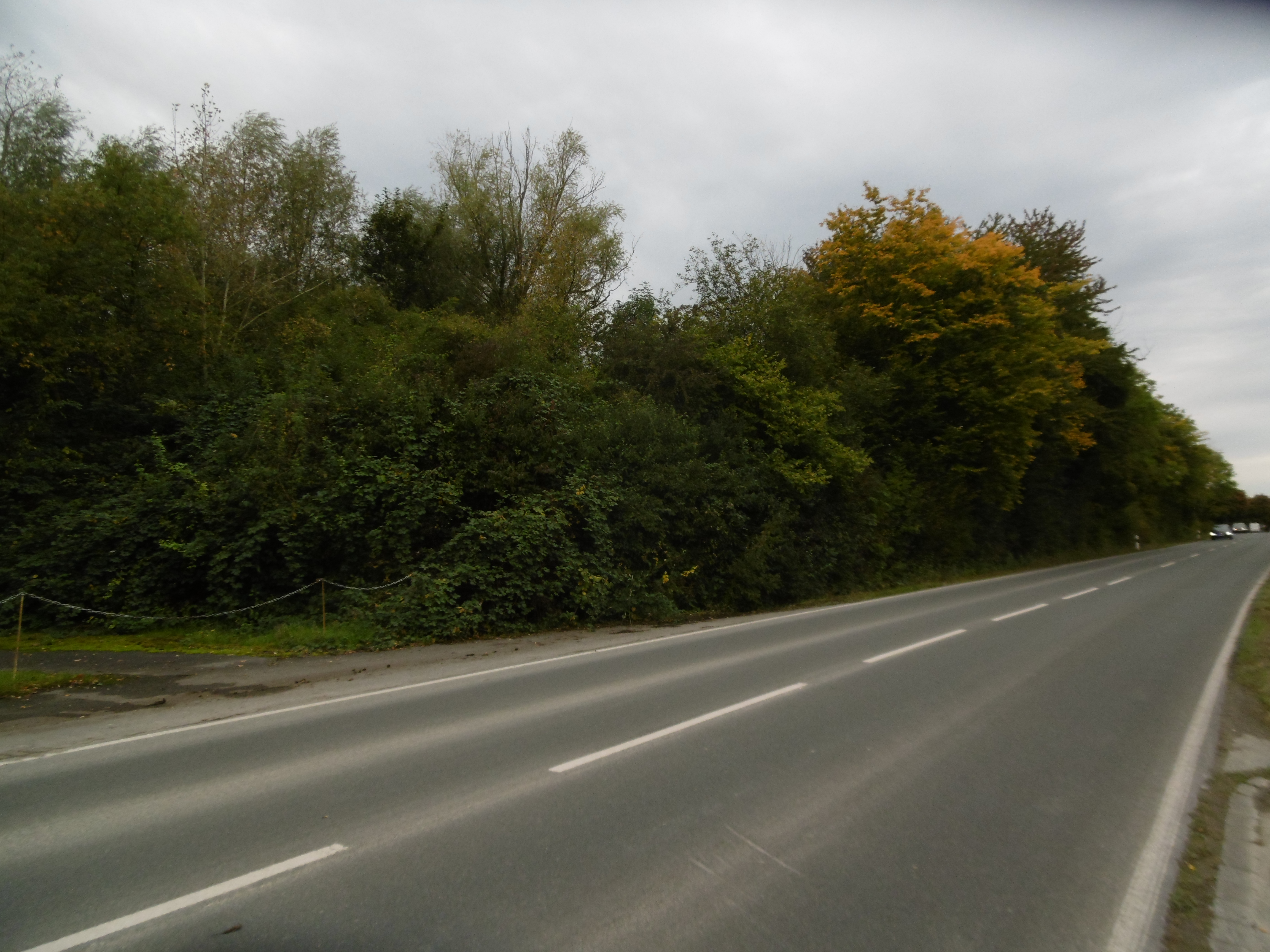
Weiterer Bereich am Ostrand vom NSG an L 688

Das Naturschutzgebiet Steinbruch Lohner Klei liegt auf dem Gebiet der Gemeinde Bad Sassendorf im Kreis Soest in Nordrhein-Westfalen. Es erstreckt sich südlich des Kernortes Bad Sassendorf und nordwestlich vom Ortsteil Neuengeseke direkt nördlich an der A 44. Im Osten grenzt direkt die L 688 und dahinter das Gewerbegebiet Lohner Klei, früher Kasernengelände, an. Im Nordwesten grenzt das Gelände vom Hundesport Lohne e.V., früher ein militärisches Munitionsdepot, an und westlich Ackerflächen. Das 1999 per Verordnung der Bezirksregierung Arnsberg ausgewiesene Naturschutzgebiet hat eine Flächengrößer von 8,98 ha und hat die Schlüsselnummer SO-071.

## Beschreibung
Es handelt sich um einen ehemaligen Kalksteinbruch mit Umgebung. Im Steinbruch liegt ein 20 m × 30 m großes Abgrabungsgewässer, wobei das Gewässer, in Abhängigkeit des Grundwasserstands, eine stark schwankende Ausdehnungen hat. Das Schutzgebiet weist ein abwechslungsreiches Mosaik aus Gebüschen, bewaldeten Bereichen, beweidetem Offenland und Kalkfelsen auf. Der Bruch hat bis zu 10 m hohen Felswände. Im Westteil liegen offene Bereiche die extensiv mit Schafen beweidet werden. Im Offenland finden sich oberhalb der Steilwände und auf einzelnen Schuttkegeln Fragmente von Kalkhalbtrockenrasen. Im Kalkhalbtrockenrasen wachsen Trauben-Gamander, Mittleres Zittergras und Frühlings-Fingerkraut. Südlich und östlich des Steinbruchs schließen sich dichte, aus Sukzession hervorgegangene artenreiche Gebüsche an. Die Gebüsche gehen nach Osten in einen Weidenmischwald über. Die Krautschicht dieses Waldes, wie auch der Gebüsche wird gebietsweise von Eutrophierungszeigern wie Große Brennnessel und Brombeeren dominiert. Im Süden wird der Steinbruch von Ost nach West von einer periodisch trockenfallenden Schledde durchquert, an den im Osten eine Fettwiese grenzt.

## Bedeutung
Das Biotopkataster Nordrhein-Westfalen vom Landesamt für Natur, Umwelt und Verbraucherschutz Nordrhein-Westfalen dokumentiert zu Wert: „Die, wenn auch nur kleinflächig vorhandenen offenen Steinbruchbereiche und ihre entsprechende Vegetation sowie die großen Gebüschbereiche kennzeichnen das Gebiet als regional bedeutend. Zudem ist das Gebiet für Amphibien (Geburtshelferkröte, Feuersalamander) von großer Bedeutung. Hauptentwicklungsziel sind der Erhalt dieses Biotopkomplexes und die Entwicklung eines vielfältigen und strukturreichen Nutzungsmosaiks.“